# Spielbox
Spielbox (нім. spielbox – Das Magazin zum Spielen) — журнал для широкої аудиторії, що виходить сім разів на рік німецькою та англійською мовами, присвячений настільним та картковим іграм. Окрім оглядів нових ігор, журнал містить репортажі з виставок, новини для гравців та колекціонерів, серії статей, портрети, інтерв'ю та поради щодо популярних ігор. Це спеціалізоване видання для хобі-гравців виходить з 1981 року. Починаючи з 1993 року, журнал публікується у видавництві W. Nostheide в Меммельсдорфі, яке описує spielbox як «найбільш читане медіа для настільних та карткових ігор у світі» з передплатою в 16 500 читачів друкованої версії.

## Історія
Перше видання було опубліковане в жовтні 1981 року під назвою «SpielBox», випуск № 4/Жовтень–Грудень 1981. Його видавала Bonner Courir Druck-, Werbe- und Verlagsgesellschaft mbH, яка у 1984 році була перейменована на Argo Verlags- und Werbe-Gesellschaft mbH. Courir і Argo були дочірніми компаніями видавництва SPD під назвою Vorwärts Verlag, де до 1985 року виконавчим директором був Фрідхельм Мерц. Вони також займалися поштовою доставкою настільних ігор під назвою «Spielunke».
Ідею та концепцію журналу Spielbox розробив Рейнер Мюллер, який також узяв на себе відповідальність за зміст. Мюллер прагнув створити «медіа, близьке до ринку», яке б надавало орієнтири потенційним покупцям і зворотний зв'язок для виробників.
У 1985 році журнал було продано видавництву Huss Verlag GmbH в Мюнхені, а редактором тимчасово залишався Рейнер Мюллер. Мюллер був однією з ключових фігур німецькомовної сцени настільних ігор, а також відіграв важливу роль у розвитку гри Ризик у Німеччині, а пізніше допоміг запустити популярну гру Колонізатори  у видавництві Franckh-Kosmos.

## Тираж та періодичність
Початкова тиражність у 1981 році становила 40 000 примірників. Спочатку журнал виходив чотири рази на рік, з 1985 року — шість разів на рік, а з 2009 року — сім разів на рік. З 2003 року додатково видається спеціальний номер Spielbox Special, що безкоштовно розповсюджується на Міжнародних ігрових днях у Ессен. У 2006 році тираж жовтневого випуску становив 15 000 екземплярів.
З 2010 року публікується міжнародне видання англійською мовою, а у 2012 році було випущено одиничний номер китайською.
У 2021 році тираж німецькомовної версії складав 13 000 передплатників, а англомовної — 3 500, окрім того, цифрова версія мала понад 6 000 читачів на Readly.

## Зустрічі гравців
У 1982 році редактор Рейнер Мюллер закликав до зустрічі читачів, яке відбулося у 1983 році під назвою Німецькі ігрові дні у Ессені. Це зібрання, організоване командою видавництва Vorwärts, зібрало понад 4500 відвідувачів у перший рік і понад 10 000 у другий рік. Ця подія стала попередником Міжнародних ігрових днів у Ессені. З 1985 року Фрідхельм Мерц самостійно організовував ігрові дні разом із Messe Essen.
У 2018 та 2019 роках W. Nostheide Verlag організовував ігрові виставки під назвою Spiel doch! у Дуйсбургу. Після пандемії COVID-19 виставка була перенесена до Дортмунду та отримала додаткові виставкові заходи у Фрідріхсгафені.

## Спеціальні випуски
- «Альманах Колонізаторів» (2000)
- «Альманах Каркасону» (2005)
- «Альманах Кніції» (2006) з доповненням до гри Blue Moon City
- «Альманах Hans im Glück» (2008) з доповненнями до ігор Каркасон і Кам'яна доба
- «Альманах Крамера» (2011) з доповненням до гри Asara